# The Love Test
The Love Test is een Britse dramafilm uit 1935 onder regie van Michael Powell.

## Verhaal
Mary Lee is de nieuwe chef van een scheikundig laboratorium. Thompson en zijn collega's zijn misnoegd over haar aanstelling. Ze willen haar koppelen aan John Gregg in de hoop dat ze voor hem haar werk zal verwaarlozen.  

## Rolverdeling
| Acteur          | Personage         |
| --------------- | ----------------- |
| Judy Gunn       | Mary Lee          |
| Louis Hayward   | John Gregg        |
| David Hutcheson | Thompson          |
| Googie Withers  | Minnie            |
| Morris Harvey   | Directeur         |
| Aubrey Dexter   | Adjunct-directeur |
| Eve Turner      | Kathleen          |
| Bernard Miles   | Allan             |
| Jack Knight     | Personeelschef    |
| Gilbert Davis   | Hosiah Smith      |
| Shayle Gardner  | Nachtwaker        |
| James Craig     | Boilerreparateur  |